# 와이드 리시버

공격 포메이션에서 와이드 리시버의 위치

와이드 리시버(wide receiver)는 미식축구와 캐나다식 축구의 공격 포지션중 하나이다. 특정 포지션만이 포워드 패스를 받을 수 있다. 오펜시브 라인의 끝에 위치한 두 명의 선수들은 백필드(오펜시브 라인 뒤)에 있는 선수들과 마찬가지로 적격 리시버이다. 이 두 명의 리시버들은 공격수로서 사이드라인 근처에서 플레이를 시작하므로 "와이드(wide)" 리시버로 불린다. 그림의 오른쪽에서 볼 수 있듯 한명의 와이드 리시버는 스크리미지 라인에서 최소 1야드 이상 떨어진 백필드에서 플레이를 시작할 수 있다. 오른쪽에 있는 와이드 리시버는 백필드에서 플레이를 시작하고 있다. 이러한 배치는 또다른 적격 리시버인 타이트 엔드가 오른쪽 방향에 배치될 수 있도록 해준다. 타이트 엔드가 놓인 방향을 "strong side"라 부르는데, 그림에서는 필드의 오른쪽이 해당된다.
미식축구와 캐나다식 축구에서 와이드 리시버 포지션은 패스를 받아내는 데 특화되어있다. 와이드 리시버(wideout이나 단순히 receiver로 언급되기도 함)는 게임 내에서 가장 빠르고 민첩한 선수들이며 자주 높은 주목을 받는다.

## 역할

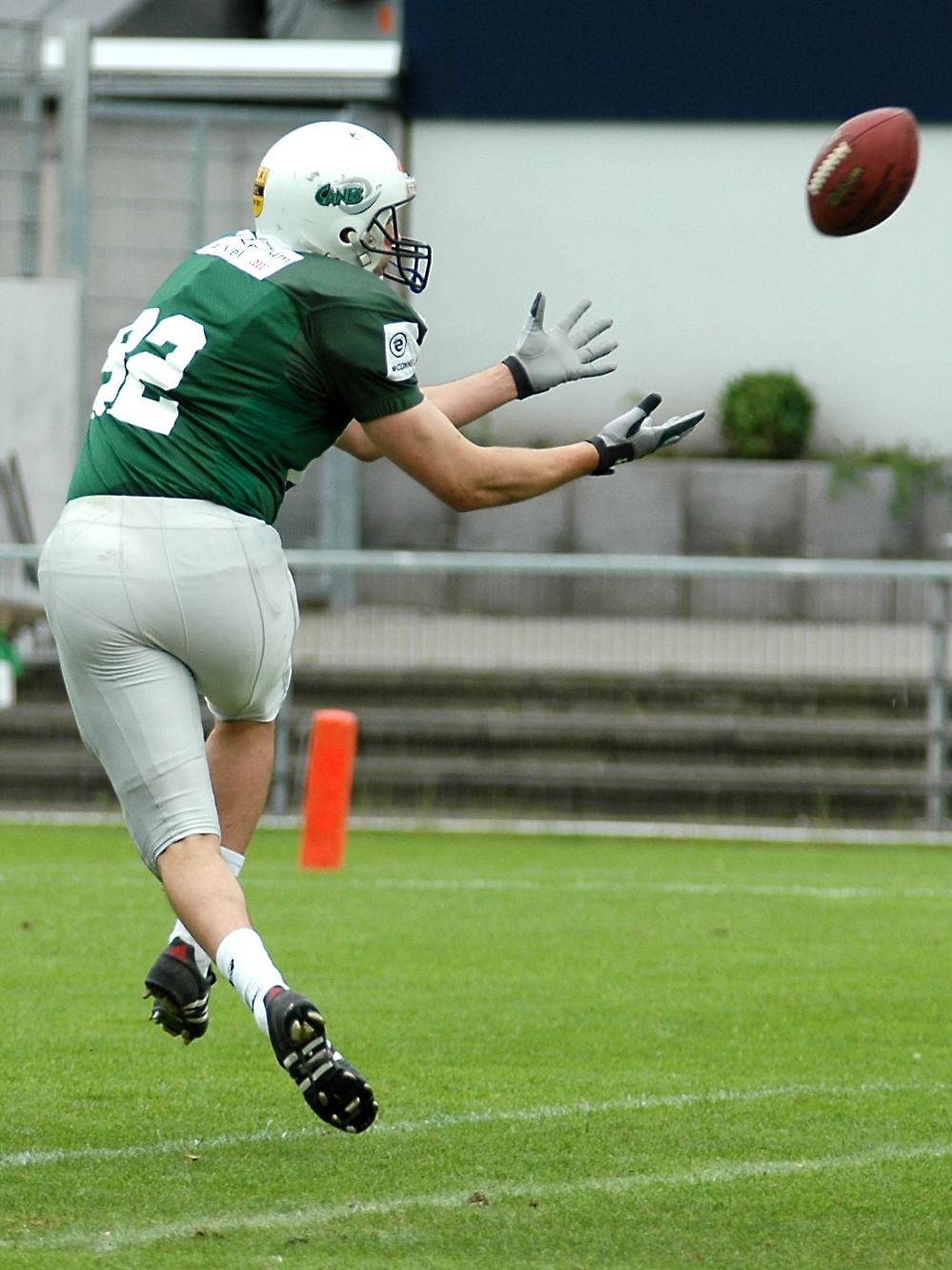
Kiel Baltic Hurricanes 소속 와이드 리시버가 캐치를 받기 위해 팔을 뻗고 있다.

와이드 리시버의 가장 중요한 역할을 쿼터백으로부터 포워드 패스를 받는 일이다. 패싱 플레이에서 리시버는 피하거나, 허를 찌르거나, 단순히 더 빨리 달려서 자신의 패스 루트 안에 있는 수비수를(통상 코터백 또는 세이프티) 따돌려야 한다. 리시버가 오픈(패스가 가는 방향에 장애물이 없을 경우)되게 되면, 와이드 리시버는 쿼터백의 타겟이 된다. 패스가 자신의 방향으로 한번 던져지면 리시버의 목표는 볼을 잡은 뒤 다운필드로 달려나가는 것이 된다. 다른 리시버들이 패스를 떨어뜨리지 않고, 필드 중앙을 가로 지르는 패스 루트를 달리며, 서드 다운 상황을 주로 수행하는 “possession receiver”로 인식되는 반면 몇몇 리시버들은 전력질주 속도를 활용한 “deep threat”으로 인식된다. 리시버의 역할을 수행하는 데 큰 신장과 가벼운 체중은 많은 도움이 된다.
팀이 hurry-up offense(경기 종료가 얼마 남지 않은 상황에서의 서두르는 노 허들 플레이)를 해야 할 경우 와이드 리시버와 패싱 게임은 특히 중요해진다. 리시버들은 플레이 종료와 함께 시간이 멈추는 아웃 오브 바운즈를 위해 사이드라인 근처에 위치한다. (인컴플리트 패스도 시간을 멈춘다.)
런닝 플레이에서 와이드 리시버는 상황맥락에 따라 2개의 잠재적인 역할을 한다. 특히 드로 플레이(draw play – 패싱을 가장한 런닝 플레이)시에는 수비수의 주위를 다른 곳으로 돌리기 위해 패스 루트를 달린다. 다른 한편 리시버는 런닝백을 위해 블록을 해야 한다. 균형잡힌 리시버들은 패스 캐칭 능력과 함께 디펜시브 백을 블록하는 능력으로 주목 받는다.
때때로 와이드 리시버들은, 통상 리버스 플레이(와이드 리시버가 러닝백으로부터 볼을 건네받은 뒤 달리는 전술)의 몇몇 전술에서 볼을 가지고 달리는 데 활용되기도 한다. 이 전술은 수비수들이 일반적으로 리시버들을 런닝 플레이에 있어 직접 볼을 가지고 달릴 것이라고는 예상하지 않기 때문에 유용하다. 리시버들은 거의 볼 케리어로 활용되지 않지만 리시버를 활용해 볼을 달리게 하는 전술은 매우 성공적일 수 있다. 예를 들어 모든 NFL의 리시빙 기록을 가지고 있는 와이드 리시버 Jerry Rice는 20년간 NFL에서 뛰면서 통산 87번의 런닝 시도와 645야드 전진, 10번의 런닝 터치다운 기록을 가지고 있다.
더욱 드문 경우기도 하지만, 리시버들은 trick play의 일종으로 패스를 할 수도 있다. 이런 플레이는 매우 드문 빈도로 행해지지만 특히 예전 쿼터백 경력이 있는 몇몇 리시버들은 패서로서의 능력도 보여준다. 또한 와이드 리시버들은 스페셜 팀에 있어 킥오프와 펀트의 러터너로서 활약하기도 하고, onside kick(역전을 위해 짧게 차는 킥오프)에 있어서는 “hands team(onside kick을 전문적으로 잡는 팀)”의 일원으로 뛰기도 한다.
마지막으로 잘못된 패스에 있어 리시버들은 인터셉션을 피하기 위해 자주 수비 역할을 해야한다. 패스가 인터셉션되면 볼 케리어가 볼을 가지고 먼 거리를 전진하거나 터치다운을 하는 것을 막기 위해 스피드를 이용해 볼 케리어를 따라잡고 태클을 해야한다.

## 종류
일반적인 팬층과 대부분의 해설자들이 이러한 선수들을 통칭 “wide receiver”라고 명명하고 있지만, 리시버의 포지션에 따라 특별한 이름이 존재한다.
- 스플릿 엔드 (Split end / X 또는 SE): 스크리미지 라인에 위치한 리시버로서 스냅시에 최소 7명의 선수가 스크리미지 라인에 있어야 한다는 규칙을 충족시키기 위해 필요한 리시버다. 유효하게 쓰이려면 이 선수는 타이트 엔드의 반대쪽에 위치해야 한다. 스플릿 엔드는 자신의 방향에 있어 센터로부터 가장 멀리 떨어져 있다.

- 플랭커 (Flanker/ Z 또는 FL): 스크리미지 라인 뒤에 위치하는 리시버이다. 보통 팀의 주전 리시버이며 스크리미지 라인 5야드 내에서는 허용되는 접촉인 jamming을 피하기 위해 자신과 수비수 사이에 거리를 둔다. 플랭커는 일반적으로 타이트 엔드와 같은 쪽에 배치된다. 스필릿 엔드처럼 플랭커는 자신의 방향에서 센터로부터 가장 멀리 떨어져 있다. 플랭커는 스크리미지 라인의 약간 뒤쪽에 배치된다는 것을 제외하면 스플릿 엔드와 유사하게 배치된다.

- 슬롯 리시버 (Slot Receiver / Y 또는 SL): 스플릿 엔드와 플랭커에 추가하여 붙여지는 덜 보편적 이름이다. 슬롯 리시버는 라인맨과 스플릿 엔드/플랭커의 중간에 위치한다. 플랭커와 함께 배치될 경우 슬롯 리시버는 스크리미지 라인에 서게되고, 스플렛 엔드와 배치될 경우 슬롯 리시버는 스크리미지 라인에서 벗어나게 된다. 플랭커 포지션처럼, jamming을 피하기 위해 주전 리시버가 스플릿 엔드와 함께 슬롯 포지션에서 출장하기도 한다.

- 슬롯백 (Slot back): 오펜시브 백 필드(스크리미지 라인의 뒤 러닝백 자리)에 포진되는 리시버이다. 캐나다식 축구나 실내 미식축구에선 리시버가 그 자리에서 달릴 수 있도록 허용해 준다. 슬롯백은 통상 중앙에서 볼을 잡아야 하므로 체격이 큰 선수들이다. 미식축구에서 슬롯백은 flexbone formation 이나 Triple Option공격(모두 러닝백을 둘이상 두는 전술)에서만 활용되는 반면 캐나다식 축구에서는 거의 모든 포메이션에서 출장한다.